# Tenteniguada
Tenteniguada es una localidad española del municipio de Valsequillo, en la isla de Gran Canaria, comunidad autónoma de Canarias. Es un topónimo de origen aborigen, tenten wadda, que significaría "retumbar de lo bajo" o bien "lugar abundante en agua".

## Economía
Su economía se basó históricamente en la agricultura, aunque la emigración del siglo XX a las ciudades hizo que ésta fuera perdiendo importancia. Actualmente permanece como un segundo ingreso de las familias de la localidad, o como una actividad de fin de semana para aquellos que trasladaron su residencia habitual a las urbes más pobladas de la isla, pero conservando propiedades en la zona.

## Fiestas
Su iglesia, próxima a cumplir los 100 años, que en su configuración actual es de principios del siglo XX, está dedicada a San Juan Bautista, santo al que se ofrecen las fiestas principales de la localidad que se celebran el 24 de junio. También se celebra, como en todo en el municipio de Valsequillo de Gran Canaria, la fiesta del Almendro en Flor, que normalmente coincide con el fin de semana siguiente a la que, con el mismo nombre y finalidad, tiene lugar en el también municipio grancanario de Tejeda.

## Demografía
| 2000 | 2001 | 2002 | 2003 | 2004 | 2005 | 2006 | 2007 | 2008 | 2009 | 2010 | 2011 |
| ---- | ---- | ---- | ---- | ---- | ---- | ---- | ---- | ---- | ---- | ---- | ---- |
| 774  | 777  | 795  | 772  | 773  | 784  | 756  | 740  | 765  | 773  | 764  | 757  |